# Thaures (Gemeinde Heidenreichstein)

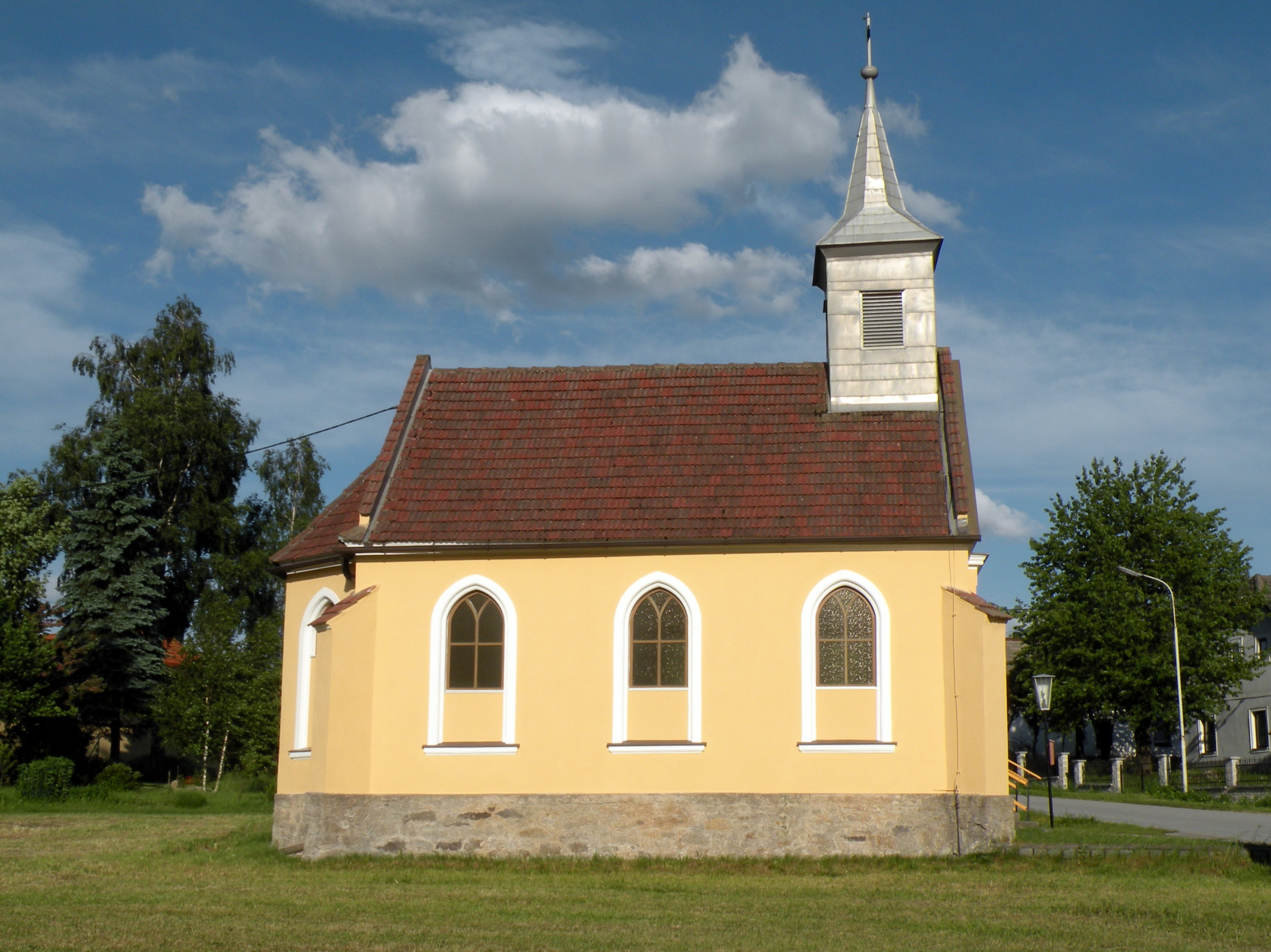
Kapelle in Thaures

Thaures ist eine Ortschaft und gleichzeitig eine Katastralgemeinde der Stadtgemeinde Heidenreichstein im nordwestlichen Waldviertel mit 110 Einwohnern (Stand 1. Jänner 2025). Die Ortschaft ist ein Reihendorf mit Waldhufen.

## Geographie
Thaures grenzt im Osten an die Katastralgemeinde Altmanns der Stadtgemeinde Heidenreichstein. Im Norden reicht die Katastralgemeinde Gopprechts der Stadtgemeinde Litschau, im Westen die Katastralgemeinde Finsternau der Gemeinde Brand-Nagelberg und im Süden die Katastralgemeinde Kiensaß der Stadtgemeinde Schrems an das Gebiet von Thaures heran.
Die höchste Erhebung von Thaures liegt auf 564 m ü. A. und am 1. April 2020 umfasste die Ortschaft 60 Adressen.

## Geschichte

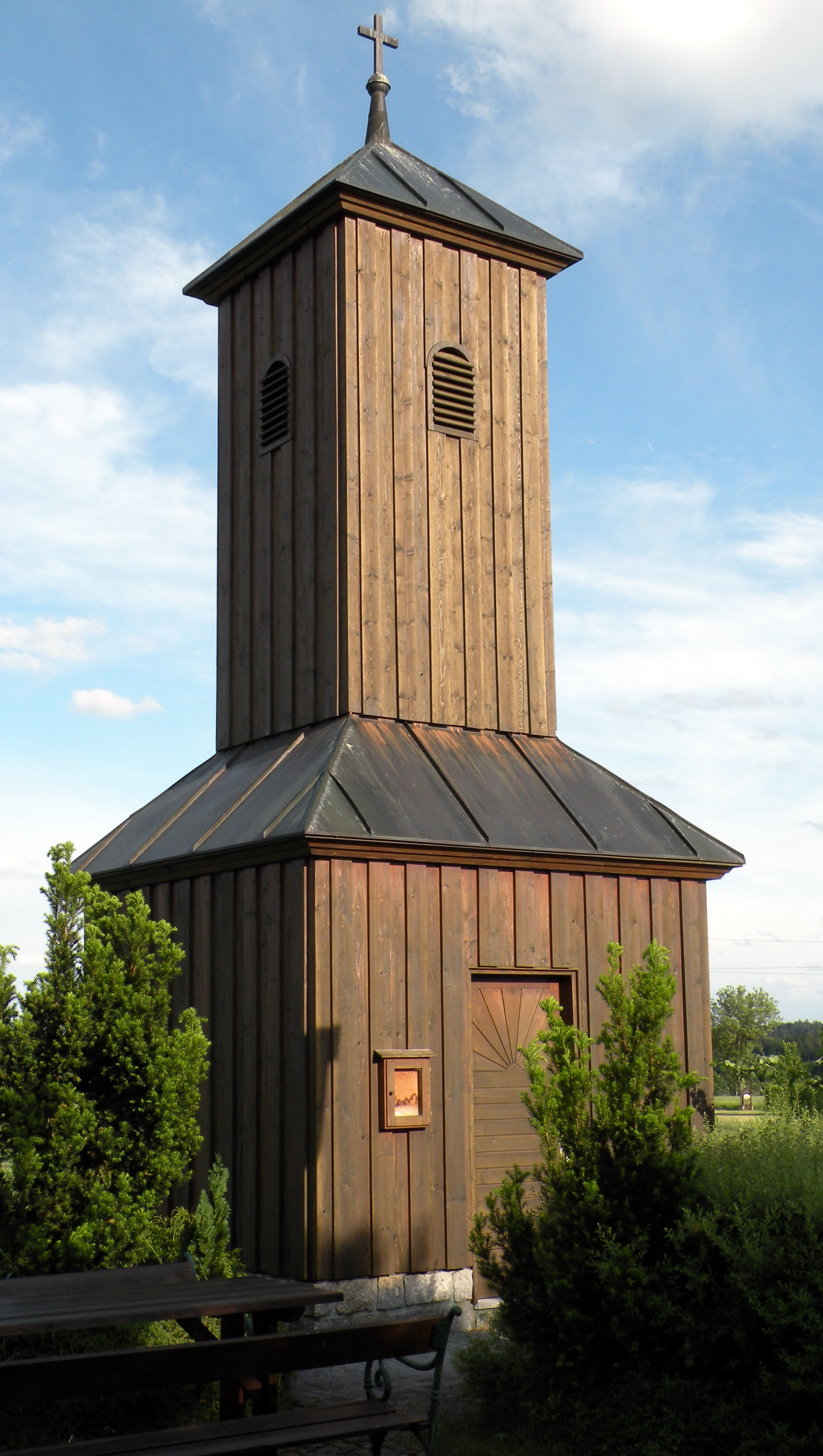
Kapelle in Neuthaures

Der Ortsname wird von dem slawischen „Turej“ abgeleitet, das ist die Verkleinerungsform von „Tur“.
Die Ortschaft wurde 1369 erstmals urkundlich erwähnt und 1784 wurde der Ort zur Katastralgemeinde. Im Jahr 1822 wurde der Ort als Dorf mit 22 Häusern genannt, das nach Heidenreichstein eingepfarrt war und die Kinder vor Ort eingeschult wurden. Die Herrschaft Heidenreichstein besaß die Ortsobrigkeit, übte die Landgerichtsbarkeit aus, besorgte die Konskription und hatte die Grundherrschaft inne. Thaures konstituierte sich 1850 mit 232 Einwohnern als eigene Gemeinde. Zu dieser gehört auch der Ortsteil Neuthaures, ein Reihendorf aus dem 19. Jahrhundert, das zwischen Thaures und Altmanns liegt.
Zeitweilig gab es in Thaures eine eigene Schule, 1811 gehörte Thaures hinsichtlich des Schulbesuches zu Gopprechts (Gemeinde Litschau) und 1829 wurden die Kinder in Brand eingeschult. 1872 wurde in Thaures ein eigenes Schulhaus mit einem Türmchen für das Ortsglöcklein errichtet und später ausgebaut. 1965 wurde ein neues Volksschulgebäude errichtet.
1907 wurde die Ortskapelle erbaut und dem Hl. Leonhard geweiht. 1934 hatte Gemeinde 311 und 1939 322 Einwohner.
Laut Adressbuch von Österreich waren im Jahr 1938 in der Ortsgemeinde Thaures ein Bäcker, zwei Gastwirte, ein Gemischtwarenhändler, ein Schweinehändler und mehrere Landwirte ansässig. Außerhalb des Ortes gab es eine Ziegelei.
1946 wurde die Elektrifizierung in Angriff genommen.
1970 beschloss der Gemeinderat die Zusammenlegung mit der Gemeinde Heidenreichstein.
1989 wurde in Thaures vom Land Niederösterreich eine Luftgütemessstelle errichtet, wo die Schadstoffe Schwefeldioxid, Stickoxide und der Ozongehalt der Luft sowie meteorologische Parameter wie Windrichtung, Lufttemperatur und so weiter erfasst werden.
2001 hatte die Ortschaft 137 Einwohner.

## Bürgermeister
- Johann Ruso (1872)
- Franz Trisko (1906)
- Franz Zimmel (1945)
- Otto Weisgram (1946, 1950)
- Rudolf Pichler (1955)
- Josef Bauer (1960)

## Ehrenbürger
- Otto Weisgram, Bürgermeister